# E₆ (математика)
E6 — назва виняткої групи Лі а також її алгебри Лі {\displaystyle {\mathfrak {e}}_{6}}. E6 — одна з п'яти компактних особливих простих груп Лі. E6 має ранг 6 і розмірність 78.

## Схема Дмнкіна

### Корені E6
(1,−1,0;0,0,0;0,0,0), (−1,1,0;0,0,0;0,0,0),
(−1,0,1;0,0,0;0,0,0), (1,0,−1;0,0,0;0,0,0),
(0,1,−1;0,0,0;0,0,0), (0,−1,1;0,0,0;0,0,0),
(0,0,0;1,−1,0;0,0,0), (0,0,0;−1,1,0;0,0,0),
(0,0,0;−1,0,1;0,0,0), (0,0,0;1,0,−1;0,0,0),
(0,0,0;0,1,−1;0,0,0), (0,0,0;0,−1,1;0,0,0),
(0,0,0;0,0,0;1,−1,0), (0,0,0;0,0,0;−1,1,0),
(0,0,0;0,0,0;−1,0,1), (0,0,0;0,0,0;1,0,−1),
(0,0,0;0,0,0;0,1,−1), (0,0,0;0,0,0;0,−1,1),

## Матриця Картана
{\displaystyle {\begin{pmatrix}2&-1&0&0&0&0\\-1&2&-1&0&0&0\\0&-1&2&-1&0&-1\\0&0&-1&2&-1&0\\0&0&0&-1&2&0\\0&0&-1&0&0&2\end{pmatrix}}}